# Glaciar Reeves
El glaciar Reeves es un amplio glaciar que se extiende desde su área de origen cerca de la meseta antártica en la Tierra Victoria, la cual está situada en la Antártida Oriental, hacia el este entre la Cordillera Eisenhower y el Monte Larsen. 
El glaciar tiene 40 km de largo y 16,25 km de ancho. Desemboca en el Mar de Ross en conjunción con la capa de hielo Nansen.
El glaciar fue descubierto por participantes de la expedición Nimrod (1907-1909), que fue dirigida por el explorador polar británico Ernest Shackleton. Fue nombrado en recuerdo del estadista neozelandés William Pember Reeves (1857-1932).